# 哈德逊河畔克罗顿
哈德逊河畔克罗顿（Croton-on-Hudson）是美国纽约州韦斯特切斯特县科特兰的一个村庄，是纽约市北郊的一部分，人口约八千。

## 历史
公元前7000年左右当地就有人类生活，Kitchawanc人是这里的原住民。
1846年，从波基普西到纽约市的哈德逊河铁路开始动工。1903年，房地产开发商克利福德·哈蒙在村子附近购买了550英亩的土地，部分土地交由纽约中央铁路公司建造火车站，条件是该车站将永远以他的名字命名，即今克罗顿-哈蒙站（Croton–Harmon station）。